# Great Witchingham
Great Witchingham est une paroisse civile et un village du Norfolk, en Angleterre.